# 4명의 경찰관

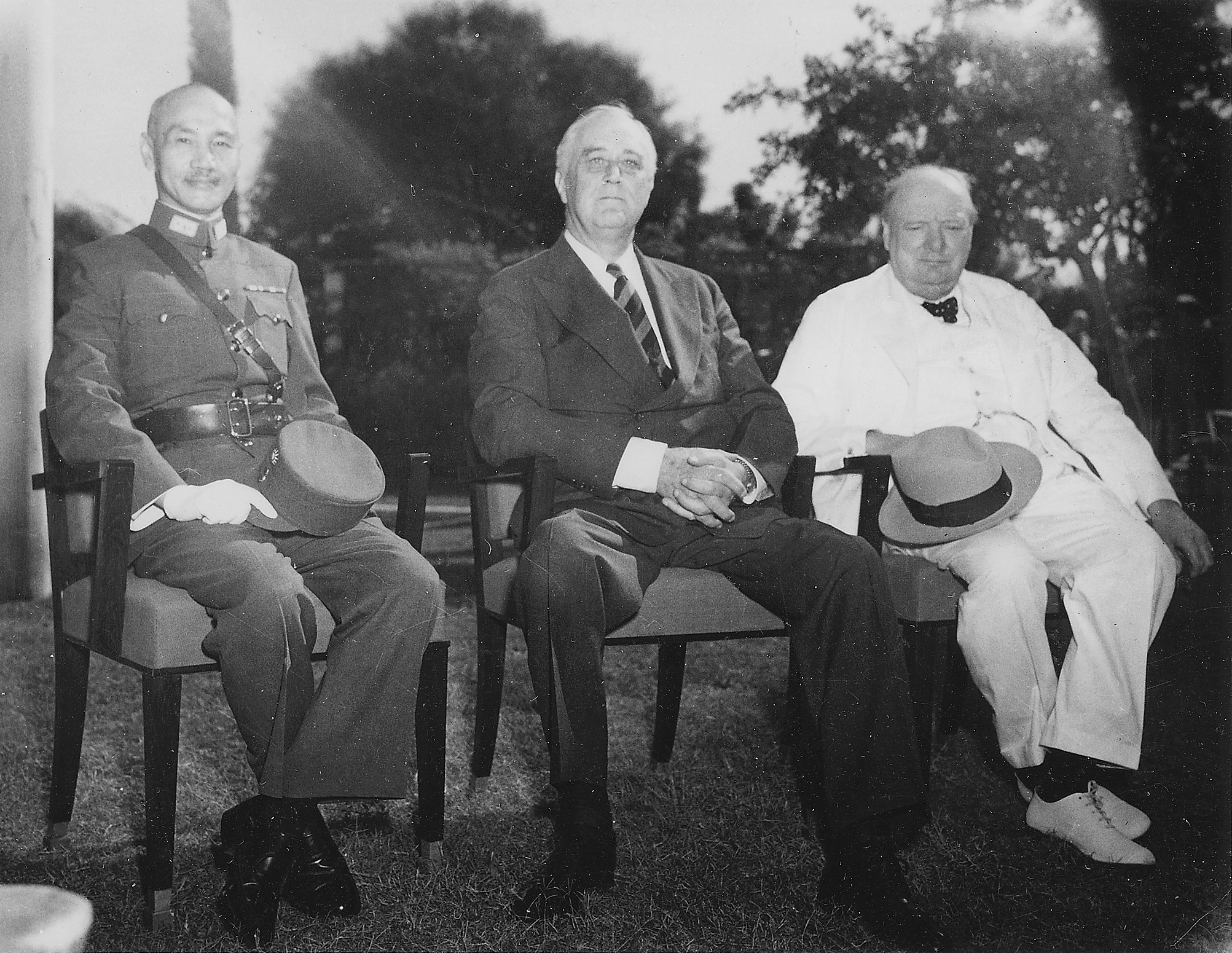
중국 총통 장제스, 미국 대통령 프랭클린 D. 루즈벨트, 영국 총리 윈스턴 처칠이 제2차 세계 대전 중인 1943년 카이로 회담에서 만나고 있다.

4명의 경찰관은 미국의 대통령 프랭클린 D. 루즈벨트가 세계 평화의 보장을 위해 제안한 4개의 강대국으로 구성된 전후 의회를 언급한다. 4개 강대국이라 불리는 빅 4의 회원들은 제2차 세계 대전 당시의 주요 연합국으로, 미국, 중화민국, 영국, 소련을 가리킨다. 루즈벨트가 구상한 유엔은 3개의 지부로 구성되어 있었다. 빅 4로 구성된 이사회, 그리고 빅 4와 똑같은 4개 강대국으로 구성되었고 4명의 경찰관, 또는 4명의 보안관 역할을 하는 집행부, 그리고 유엔의 회원국을 대표하는 국제 총회가 3개의 지부이다.
4명의 경찰관은 그들의 영향권 내에서 질서를 지키는 것에 대한 책임을 지키기로 되어 있었다. 영국은 서유럽과 대영제국, 소련은 동유럽과 중앙유라시아, 중국은 동아시아와 서태평양, 그리고 미국은 서반구를 담당했다. 새로운 전쟁에 대한 보호 방식으로써, 4개의 경찰관에 비해 다른 국가들은 무장이 금지되었다. 4개의 경찰관이 소총 이상의 무기를 보유할 수 있었다. 4명의 경찰관 유엔 안전보장이사회의 상임이사국이 되었지만, 국제주의자들의 비판과 타협한 이후 두드러지게 힘이 약화되었다. 프랑스는 1945년 5번째 회원국으로 추가되었는데, 처칠의 주장 덕택이었다.

## 역사

### 배경
제2차 세계 대전 동안 루즈벨트 대통령은 국제 연맹을 대체할 수 있는 새롭고 더 안정적인 국제 조직 창설을 위한 전후 계획을 발족했다. 전쟁 이전에 루즈벨트는 국제 연맹의 지지자였지만 제2차 세계 대전의 발발을 막지 못하는 비효율성으로 인해 그는 국제 연맹에 대한 자신감을 잃었다. 루즈벨트는 세계 강대국들을 규합해 지구적 평화를 보장하는 국제 기구를 창설하고 싶었으며 국제 연맹의 창설을 이끈 국제적 합의와 협력을 바탕으로 한 윌슨주의적 사고에서 벗어나고자 했다. 1935년, 그는 대외정책 고문관은 섬너 웰즈에게 "국제 연맹은 토론 협의체가 되어버렸고, 그것에도 가엾은 단체가 되었소!"라고 말했다.
루즈벨트는 국제 연맹이 너무 많은 국가들의 이익을 대표하는 것에 대해 비판했다. 대통령은 소련 외무부 장관인 뱌체슬라프 몰로토프에게 "그는 100개 이상의 다른 협의안이 있는 또 다른 국제 연맹을 상상할 수 없으며, 국제 연맹에는 너무 많은 국가들이 있으므로 그것은 실패작이었고 실패할 것"이라고 말했다. 1941년 루즈벨트의 제안은 작은 국가들을 감시하는 강대국의 신탁 통치가 핵심인 국제 기구를 창설하는 것이었다. 1941년 9월, 그는 아래와 같이 썼다.
세계가 완전한 혼란에 빠진 지금, 국제 연맹을 재설립하는 것은 적절하지 못하다고 생각했다. 왜냐하면 그것의 크기가 비합의와 불능을 유도하기 때문이다. 사적인 영역의 신탁 관리 업무가 왜 국제적 분야로 확장되어서는 안 되는지에 대한 이유를 발견할 수 없었다. 신탁통치는 이기적이지 않은 서비스의 원칙에 기초하고 있다. 적어도 1번쯤은 전세계의 사람들 중 다른 국가와 사람들의 관계에 있어서 신탁 통치가 필요한 아이들이 있으며, 더 많은 어른 국가나 사람들이 좋은 물품에 대한 정신으로 무장해 있다.

국방부는 루즈벨트의 후원하에 전후 국제 연맹의 대체자에 대해 초안을 짜기 시작했으며, 미국은 공식적으로 중립국이었다. 루즈벨트는 전후 국제적 단체를 창설하는 것에 대한 그의 계획을 공공에 발표하는 것에 대해 꺼렸고, 우드로 윌슨이 국제 연맹에 미국을 가입시키기 위해 상원을 설득하려고 노력한 것과 같은 실수를 반복하고 싶지 않았다. 1941년 8월 대서양 헌장이 발표되자 루즈벨트는 전후 새로운 국제 기구의 설립에 대한 미국의 약속을 언급한 것에 대해 헌장이 삭제했다고 확신했다. 1941년 12월 진주만 공격 이후 루즈벨트의 위치는 바뀌었다. 그는 신탁통치 제안에서 미국, 중화민국, 소련, 영국을 중심으로 한 4명의 경찰관이 핵심인 조직으로 그 구상을 바꾸었다.

### 4명의 경찰관에 대한 계획

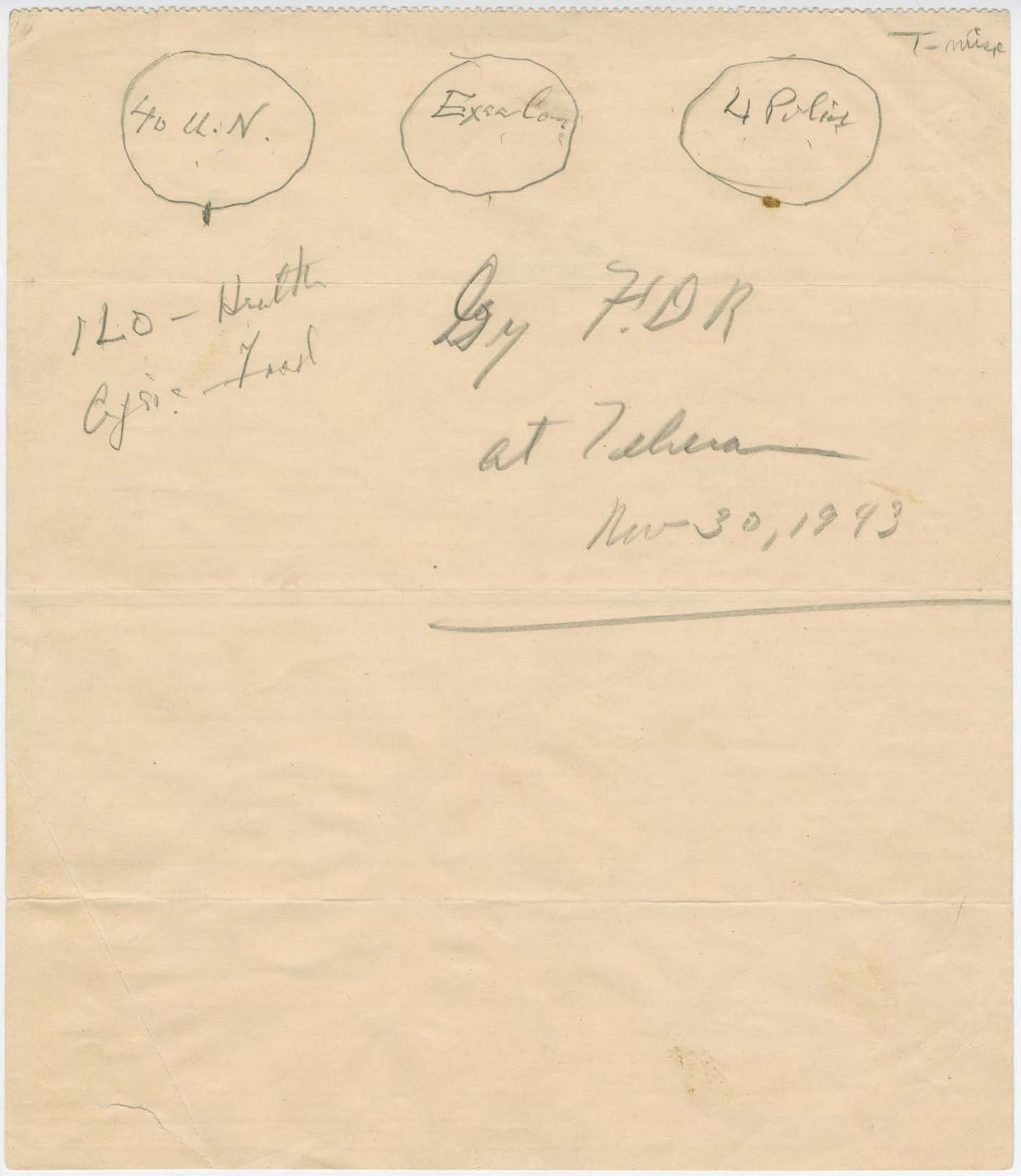
1943년 프랭클린 루즈벨트가 국제연합의 초기 지부들에 대한 계획을 스케치한 것이다. 가장 오른쪽이 4명의 경찰관을 대표하는 지부이다.

1941년 8월 초부터 루즈벨트는 윈스턴 처칠을 처음 만난 자리에서 강대국들이 세계의 치안을 담당해야 한다는 생각을 논의했다. 루즈벨트는 1942년 초 4명의 경찰관에 대한 제안을 언급했다. 그는 그의 전후 계획을 몰로토프에게도 이야기했는데, 몰로토프는 1942년 5월 29일 유럽에서의 제2전선을 개시할 가능성에 대해 논의하기 위해 워싱턴에 도착한 소련의 대사관이었다. 루즈벨트는 몰로토프에게 빅 4가 전쟁이 끝난 후 세계의 치안을 담당하고 적성국을 무장해제하기 위해서는 서로 연합해야 한다고 말했다. 몰로토프가 다른 국가들의 역할에 대해 물었을 때, 루즈벨트는 너무 많은 경찰관은 내분을 야기할 수 있지만 다른 연합국의 참여에 대한 허용에 대해서는 긍정적이라고 밝혔다. 그들의 회의에 대한 기록은 아래와 같다.
대통령은 몰로토프에게 우리의 적에 대한 강력한 무장해제를 상상했고, 실제로 전후 우리들의 친구에 대해서도 이야기했다. 그는 미국, 영국, 러시아, 그리고 아마 중국이 세계의 치안을 담당하고 감시를 통한 무장해제를 담당해야 한다고 생각했다. 그는 독일, 이탈리아, 일본, 프랑스, 체코슬로바키아. 루마니아와 다른 국가들은 군대를 보유하는 것을 허용해서는 안 된다고 상상했다. 대통령은 다른 국가들이 그들이 신뢰를 받을 수 있도록 입증한다면 처음 언급한 4개국 이후에 가입을 허용할 수 있다고 말했다.

루즈벨트와 몰로토프는 4명의 경찰관에 대한 논의를 그들의 두 번째 만남인 6월 1일 계속 이어갔다. 몰로토프는 루즈벨트에게 스탈린이 4명의 경찰관을 통해 전후
평화를 유지하고 무장해제를 실행하는 루즈벨트의 계획에 기꺼이 찬성하겠다는 것을 알려주었다. 루즈벨트는 전후 탈식민지화에 대한 논의도 이어갔다. 그는
옛 식민지들이 독립 이전에 국제 신탁통치 하에 전환시기를 가져야 한다고 주장했다.
중화민국은 빅 4의 회원국이자 4명의 경찰관의 미래 회원국이 될 예정이었다. 루즈벨트는 중국인들이 소련에 맞서 미국의 편을 들 것이라고 확신했기 때문에 중국을 강대국으로 인정하는 것에 호의적이었다. 그는 영국 외무부 장관 앤서니 이든에게 "러시아와 정책에서 충돌이 있을 때, 중국은 확실히 우리 편이 될 것입니다."라고 말했다. 대통령은 친미 성향의 중국이 미국에게 유용하다면, 미국, 소련, 중국이 전후에 한국과 일본을 같이 점령해도 된다는 것에 동의했다. 몰로토프가 중국의 안정성에 대해 우려를 표시하자, 루즈벨트는 "우리 국가의 인구와 친구의 인구는 모두 1억을 합쳐서 넘는다"고 데딥했다."
처칠은 아시아에서 영국의 식민지 보유량을 미국이 저평가할 것이 두려워서 중국을 빅 4에 참여시키는 것에 반대했다. 1942년 10월, 처칠은 이든에게 중화민국은
대영 제국을 청산하려는 미국의 편을 드는 하수 투표인을 대표할 것이라고 말했다. 이든은 처칠과 이런 관점을 공유하며 내전 중이었던 중국이 안정적인 국가로 발전할 수 없을 것이라는 비판주의를 유지했다. 루즈벨트는 처칠의 비판에 맞서 이든에게 "중국은 일본의 치안을 담당하는 극동의 매우 유용한 강대국이 될 것이다."라고 말했다.
루즈벨트의 4명의 경찰관에 대한 제안은 자유주의적 국제주의자들의 비판을 받았고, 이들은 유엔의 회원국 사이에서 더 공평한 분배가 이루어지기를 원했다. 국제주의자들은 4명의 경찰관들이 새로운 사국동맹으로 이어질 것을 우려했다.

### 유엔 창설
1942년 새해, 연합국의 빅 4 대표자들은 연합국 공동 선언이라 알려진 짧은 기록문에 서명했고, 다른 22개국의 대표들이 다음 날 이 기록문에 서명했다. 유엔에 대한 새로운 계획은 1944년 4월 국방부에 의해 통과되었다. 이 선언문은 루즈벨트의 4개의 경찰관 제안에 핵심적인 강대국의 결속에 대해 강조했다. 빅 4의 회원국은 국제연합 안전보장이사회의 상임이사국으로 활동할 예정이었다. 각각의 상임이사국은 거부권을 행사할 수 있었으며, 이것은 빅 4 중 한 곳의 이익에 위배되는 유엔 결의안이 나올 경우 이를 무효로 만들 수 있었다. 그러나 국방부는 자유로운 국제주의자들과 타협했다. 회원국의 적임성이 몇몇 선택된 지역이 아닌 추축국에 맞서 싸우는 모든 국가들로 확대되었다. 덤버튼오크스 회의는 1944년 8월 미국, 영국, 소련, 중화민국의 대표단이 참석하였고, 전후 유엔에 대한 계획에 대해 논의했다. 빅 4는 1945년 샌프란시스코 회의 당시 유일한 후원국으로 대표단의 단장들은 총회의 수장으로 인식되었다. 이 회담에서 빅 4와 그들의 동맹국은 유엔 헌장에 서명했다.

## 유산
옛 유엔 부사무총장 브라이언 우르카트는 다음과 같이 말했다.
"4명의 경찰관"- 루즈벨트의 대통령이 그것을 그렇게 불렀든, 나중에 그렇게 불렀든- 그것은 강대국들의 신탁통치에 대한 강력한 원칙에 기초한 실용적인 체계였습니다. 이 개념은 1944년 4월 아서 H. 반덴버그가 그의 일기에 적었던대로, 세계 각국의 몽상적인 국제주의적 꿈이었고 4개국의 동맹에 기초한 것이었습니다. 결국 이는 잠재적인 힘과 향후 유엔의 실질적인 약점인 것을 입증했습니다. 유엔은 밝혀진대로 상호 적대성에 대한 우려에 이론적으로 기초한 조직이며 세계 평화에 가장 큰 위협이 되었습니다.

## 같이 보기
- 연합국 (제2차 세계 대전)

### 인용
1. ↑  Hoopes & Brinkley 1997, 100쪽.
2. ↑  Gaddis 1972, 25쪽.
3. 1 2 3  Gaddis 1972, 27쪽.
4. 1 2 3  Gaddis 1972, 24쪽.
5. ↑  Welles 1951, 182–204쪽.
6. 1 2 3  United States Department of State 1942, 573쪽.
7. ↑  Bosco 2009, 14쪽.
8. ↑  Gaddis 1972, 25–26쪽.
9. 1 2 3  Kimball 1991, 85쪽.
10. 1 2 3  Dallek 1995, 342쪽.
11. ↑  Gaddis 1972, 68쪽.
12. ↑  United States Department of State 1942, 580쪽.
13. 1 2  Dallek 1995, 390쪽.
14. ↑  Dallek 1995, 389쪽.
15. ↑  United Nations Official Website.
16. ↑  Ma 2003, 203–204쪽.
17. ↑  United Nations Official Website 1945.
18. ↑  Gaddis 1972, 28쪽.
19. ↑  Urquhart, Brian. 《Looking for the Sheriff》. New York Review of Books, July 16, 1998.